# Anioły i demony (film)
Anioły i demony (ang. Angels & Demons) – amerykański dramat kryminalny z 2009 na podstawie powieści Dana Browna, w reżyserii Rona Howarda. Sequel produkcji z 2006 pt. Kod da Vinci.

## Fabuła
Z ośrodka badawczego CERN ginie próbka antymaterii, substancji, której eksplozja porównywalna byłaby do jądrowej. Jej twórca, fizyk i katolicki ksiądz, zostaje zamordowany, a na jego ciele wypalony ambigram Illuminati. Jego adoptowana córka Vittoria Vetra razem z harvardzkim profesorem symboliki Robertem Langdonem udają się do Watykanu, gdzie właśnie odbywa się konklawe. W tym samym czasie dowiadują się, że antymateria ukryta jest gdzieś na terenie Stolicy Apostolskiej bądź w jej pobliżu i eksploduje tuż przed północą, jeśli bateria utrzymująca substancję w próżni nie zostanie wymieniona. Ponadto tajemniczy mężczyzna zapowiada mordowanie co godzinę, począwszy od 20:00, kolejnych porwanych przez siebie preferiti, czyli najpoważniejszych kandydatów na nowego papieża. Langdon i Vetra ruszają odrodzeniową Ścieżką Oświecenia, by uratować kardynałów i cały Watykan.

## Obsada
- Tom Hanks jako Robert Langdon
- Ajjelet Zurer jako Vittoria Vetra
- Ewan McGregor jako kamerling Patrick McKenna (w książce Carlo Ventresca)
- Stellan Skarsgård jako komendant Maximilian Richter (w książce Rocher)
- David Pasquesi jako Claudio Vincenzi
- Cosimo Fusco jako ojciec Simeon
- Armin Mueller-Stahl jako kardynał Strauss
- Thure Lindhardt jako porucznik Chartrand
- Pierfrancesco Favino jako kapitan Ernesto Olivetti
- Carmen Argenziano jako Silvano Ventivoglio (w książce Leonardo Vetra)
- Elya Baskin jako kardynał Petrov
- Ursula Brooks jako reporter BBC
- Nikolaj Lie Kaas jako pan Gray (w książce hassassin)
- Kristof Konrad jako reporter TVN
- Allen Dula jako policjant